# Tilisarao
Tilisarao es una localidad del departamento Chacabuco, provincia de San Luis, Argentina. 
Se encuentra en el Valle de Conlara, sobre la RN 148, a 33 km de la ciudad capital del departamento, Concarán, a unos 61 km de la Villa de Merlo, a 136 km de la ciudad de San Luis y a 814 km de la ciudad de Buenos Aires.

## Toponimia
Existen varias versiones, las más verosímiles atribuyen parte del nombre a palabras huarpes o comechingonas (siendo los comechingones una rama muy especializada de los huárpidos):
- tili: abundante, salvaje o feraz
- sar: maíz
- ao: región (en idioma kakán o diaguita)

Tilisarao sería entonces "Región o Pueblo del Maíz Abundante", o "Tierra del Maíz Salvaje".

## Historia
La población en un principio se la denominó "Estación Renca", debido a la cercanía de esta población. Posteriormente, en el año 1925, debido al pedido de los pobladores las autoridades provinciales realizan el cambio de nombre de Estación Renca por el de Tilisarao. Esta nueva denominación surge de la sierra de Tilisarao, cercana a la localidad.
Si bien oficialmente se toma como fecha de fundación el decreto ley del Gobierno de la provincia de San Luis, del 21 de septiembre de 1889 (135 años), pasaron muchos años hasta que la población se estableciera. El primer pozo de agua y la primera construcción fueron los pertenecientes a la estación ferrocarril. El tendido de vías llegó el 25 de noviembre de 1904, fecha que durante mucho tiempo se tomó como la de fundación del pueblo. La donación de tierras para establecer la estación de trenes y las primeras construcciones fue realizado por Don Cleófe Domínguez.
En torno a la estación de trenes, comenzó a desarrollarse un incipiente caserío, alimentado por pobladores de las vecinas localidades de San Pablo y Renca.
A partir del año 1908, comenzaron a establecerse en la localidad y su zona rural, las primeras familias de inmigrantes provenientes del norte de Italia, principalmente de la Región de Piamonte. Estos inmigrantes se dedicaron a la actividad agrícola y en una generación pasaron a tener el dominio de la tierra.
También llegaron inmigrantes de otros orígenes, como españoles y sirio-libaneses, estos últimos se dedicaron principalmente a la actividad comercial.
En 1925 se crea la Sociedad Unión Agrícola de Estación Renca, con la finalidad de defender los derechos de los agricultores de la zona.
A principios del siglo XX el principal cultivo de la zona fue el trigo, que compartía el terreno con la cría de ganado vacuno.

## Geografía

### Población
Contó con 6,256 habitantes (Indec, 2010), lo que representó un incremento del 14% frente a los 5,478 habitantes (Indec, 2001) del censo anterior.
Según el censo 2022 la población total del municipio fue de 6,666 personas. En tanto, el número de viviendas registradas fue de 73 330.Estos datos le valieron ser el décimo municipio más poblado de provincia.
| Gráfica de evolución demográfica de Tilisarao entre 1947 y 2022 |
|                                                                 |
| Fuente: Censos nacionales del INDEC                             |

### Clima
El clima de Tilisarao es agradable, con una considerable amplitúd térmica entre los cálidos veranos y los fríos inviernos. En los meses de verano rara vez los registros alcanzan o superan los 40 °C (enero, febrero), por lo general las máximas se sitúan entre los 35 °C hasta 38 °C. Las temperaturas bajo cero se presentan desde abril hasta el mes de octubre inclusive, con mínimas absolutas de -11 6 °C (23 de julio de 2013). En los meses de julio y agosto suele nevar en la ciudad, aunque no todos los años.

## Economía
La localidad es un importante centro comercial (con diversos rubros) y proveedor de servicios. Actualmente dispone de 435 comercios en distintos rubros
La actividad principal es la agrícola-ganadera. Hay más de 35.000 has. agrícolas bajo el sistema de siembra directa, con cultivos de soja, maíz y sorgo. También se destaca una importante superficie bajo riego con cultivos de maíz, papa y alfalfa.
En cuanto a la ganadería, la mayor importancia la tiene el ganado vacuno (más de 100.000 cabezas) y en menor medida porcino, ovino y caprino.
La actividad minera es muy importante con numerosas canteras donde se realiza la extracción de granito, cuarzo y feldespato.
Existen importantes establecimientos industriales, entre los que se destacan: Plastar San Luis S.A. (film polietileno para el agro -silobolsa-, para pañales, etc), Mármoles y Granitos (procesadora de granito), Plasti (film de polietileno), Pirem (resinas industriales), planta de estrusado de soja y fábrica de alimentos balanceados).
Dispone de dos estaciones de servicio de bandera (YPF y Axion) expendedoras de combustible, una con GNC, dos instituciones bancarias (Banco Nación y Supervielle), sendos cajeros automáticos, una sede del Registro Nacional de la Propiedad Automotor.
Tiene tres instituciones escolares públicas y una privada con cuatro ciclos primarios y tres secundarios, una extensión universitaria de la Universidad Nacional de San Luis que dicta la carrera de profesorado de educación inicial.

## Instituciones
- Templo del Santo Patrono "San Francisco de Asís"
- Capilla Señora Nuestra Inmaculada de Tilisarao
- Centro Educativo N.º 12 "Leopoldo Lugones"
- Escuela N.º 251 "Santiago del Estero"
- Colegio Nuestra Señora Inmaculada de Tilisarao
- Cooperativa de Provisión de Servicios Públicos, Asistenciales, Vivienda y Crédito Tilisarao Ltda.
- Cooperativa Telefónica y Otros Servicios Públicos, Asistenciales, Educativos, Vivienda, Crédito y Consumo Tilisarao Ltda.
- Cooperativa de trabajo Aaroindustrial Tilisarao Ltda.
- Centro de día Sonrisa Especial
- Club Náutico y Deportivo San Felipe
- Club Sarmiento Juventud Unida
- Club de Amigos de Tilisarao
- Automóvil Club Tilisarao
- Escuela N°417 Granadero Florencio Navarro - ex Escuela Amarilla
- FM Tilisarao 107.5
- FM Energía 105.3 L.R.J 842
- FM Granaderos de Renca 92.9
- FM Center 98.1
- FM RadioIdentidad 102.1

- FM Radio "G" 94.7
- FM Radio Mía 96.1 mhz
- FM Power 88.5

## Personalidades reconocidas
- David Ortiz, cantante de cuarteto (Barra Brava, Tru La La, Sabroso y Dale Q'va)
- Agustín Rittano, actor argentino
- Diego Ribba, cantante y compositor

## Parroquias de la Iglesia católica en Tilisarao
| Diócesis  | San Luis              |
| --------- | --------------------- |
| Parroquia | San Francisco de Asís |